# 데니스 존스턴

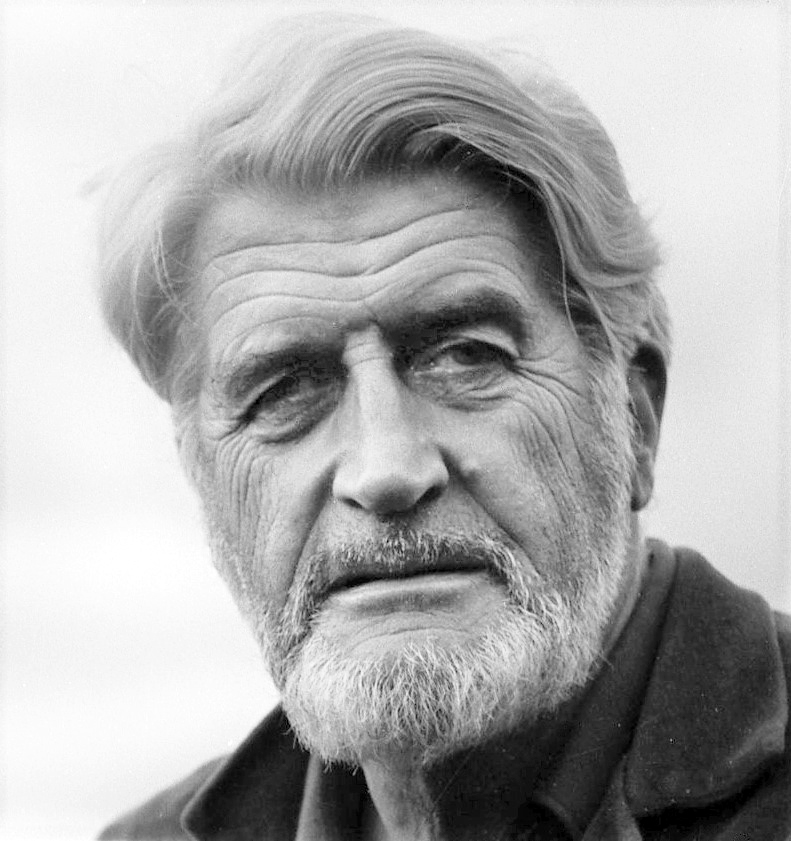

(윌리엄) 데니스 존스턴((William) Denis Johnston, 1901년 6월 18일 ~ 1984년 8월 8일)은 아일랜드의 극작가이다.
케임브리지 대학교를 나오고 법조계에 들어가 일하면서 극작을 시작, <노부인은 "아니다!"라고 말한다>(The Old Lady Says No!, 1929)로 유명해졌다. 그는 1931년에서 1936년까지 '게이트 시어터'의 극장장을 지냈고 1961년 이후 스미스 대학교 연극과장을 역임한 바 있다. 그의 두 번째 대표작 <황하의 달>(1931)은 이성과 질서가 사라져버린 듯한 난동과 폭동이 난무하던 1920년대의 아일랜드를 묘사한 이상주의적인 작품으로, 저급의 희극과 감동적인 비극을 교묘하게 배합함으로써 전성기의 오케이시를 연상시킨다. 그의 작품은 스타일이나 주제가 매우 광범위한데, 공통적인 특성은 아일랜드 연극에 흔히 있는 감상(感傷)을 지성과 객관성으로 극복한 점이다.